# Cimetière national du camp Nelson
Le cimetière national du camp Nelson est un cimetière national des États-Unis situé dans le sud du comté de Jessamine, au Kentucky. Il est à l'origine un cimetière associé avec le camp Nelson de l'armée des États-Unis, qui était actif lors de la guerre de sécession et de ses conséquences. Le camp est nommé en l'honneur du major général William "Bull" Nelson, commandant de l'armée du Kentucky de la guerre de Sécession, qui a été assassiné par un autre officier en 1862.
Administré par le département des États-Unis des affaires des anciens combattants, le cimetière s'étend sur 30,2 acres (12,2 ha),  a une capacité de 15 000 tombes et contient actuellement plus de 12 000 personnes inhumées, qui  presque toutes, au moment de leur mort, était en service actif dans les forces armées américaines, des anciens combattants des forces armées, ou des membres dépendants de leur famille. Il y a 2 452 sépultures qui datent de la guerre de Sécession, et dont 837 sont connues pour être les tombes de soldats Afro-Américains. Leur pierre tombale sont marqués avec les lettres « USCT » en plus de leurs noms ; la désignation signifie « troupes de couleur des États-Unis ».

## Histoire
Le cimetière est créé en 1863 comme un endroit pour enterrer les soldats de l'Union qui sont morts en service dans et autour du camp Nelson lors de la guerre de Sécession. Le premier cimetière est situé près du camp de l'hôpital, et 379 personnes y sont enterrées, entre les mois de juin 1863 et juillet 1865. Une parcelle de terrain pour le deuxième cimetière, désigné « cimetière N° 2 », est sélectionné, et est maintenant au cœur de l'actuel cimetière national. Il contient 1 183 personnes, soldats et employés civils affiliés qui y sont enterrés entre l'été 1865 et février 1866.
Après la fin de la guerre de Sécession, il y a un programme fédéral pour récupérer les corps des soldats de l'Union dispersés et dans des tombes des champs de bataille à travers le pays et de les ré-inhumés dans des cimetières nationaux en un geste de respect et afin de faciliter l'entretien des tombes. Dans le cadre de ce programme, le gouvernement fédéral acquiert 8 acres (3,2 ha) pour les utiliser comme un cimetière et la route menant au cimetière vers la Danville Pike, et il est désigné comme cimetière national en 1866. En 1867 et 1868 un mur de pierre est construit afin de protéger le cimetière. Au cours de juin et juillet 1868, les restes de 2 023 soldats de l'Union sont récupérés des tombes dans les champs de bataille à Frankfort, Richmond, Perryville, Londres, et Covington  ; sont ensuite amenés au camp Nelson et inhumés avec les honneurs.

### Tombes confédérées
À la même époque que le programme de ré-inhumation des restes des soldats de l'Union, les restes de soldats confédérés enterrés au camp Nelson sont exhumés, et ré-enterrés dans une section désignée du cimetière public dans les environs de Nicholasville, ou dans des cimetières privés autre part. Au cours des années 1990, une preuve généalogique est présentée au directeur du cimetière que les restes de deux soldats confédérés récupérés sur le champ de bataille de Covington ont été à tort considérés comme des soldats de l'Union au cours du programme de rétablissement de l'après-guerre, et ont été enterrés au camp Nelson. Comme l'exhumation et la ré-inhumation de tombes âgées de 130 ans est considérée comme irréalisable en pratique, leurs pierres tombales ont été tout simplement remplacées par des pierres tombales confédérées approuvées VA qui ont des sommets pointus et sont marquées par un emblème confédéré. Ce sont les deux seules (présumées) tombes confédérées du cimetière national du camp Nelson.

### De la reconstruction jusqu'à aujourd'hui
La région du cimetière national du camp Nelson est agrandi à plusieurs reprises depuis sa création. En 1874, un acre supplémentaire attenant est acheté. En 1875, une maison est construite près du mur de pierre pour servir de résidence au surintendant du cimetière. La maison en briques de deux étages avec un porche d'entrée ouvert est conçu par le quartier-maître général Montgomery C. Meigs dans le style architectural second empire.
Le cimetière national du camp Nelson accueille les restes de personnel des forces armées et des anciens combattants qui ont servi dans les conflits de la fin du XIXe siècle jusqu'à ce qu'il soit fermé à de nouvelles inhumations en 1964. En 1975, le don de 10 acres (4 ha) juste à l'extérieur du mur de pierres du cimetière permet d'accepter de nouvelles sépultures. L'achat de terres supplémentaires, depuis lors, a permis au cimetière d'accueillir récemment des anciens combattants de la seconde guerre mondiale et des dernières arrivées de victimes des guerres d'Afghanistan et d'Irak.
Au cours de la fin des années 1980, les directeurs du cimetière choisissent de se rendre au cimetière à partir de résidences privées plutôt que de vivre sur le site. En 1995, la maison de résidence du surintendant est rénovée pour qu'elle soit utilisée comme bureau principal et centre des visiteurs du cimetière. En 1995, les filles de l'Union érigent un monument de granit dédié à la mémoire des soldats de l'Union qui ont combattu lors de la guerre de Sécession. En 1997, un nouveau mât de drapeau avec une aire de rassemblement périphérique est érigé sur une colline à la vue de la route.
Un abri d'internement est construit pour le respect de services funéraires,. L'abri d'internement, ou abri de funérailles, est un pavillon avec un toit, ouvert sur trois côtés, et a pour but de rendre au les services sur les tombes inutiles, comme les personnes âgées, personnes en deuil peuvent avoir des difficultés à marcher sur un sol inégal. L'abri peut atténuer les inconvénients de la météo défavorable. Une bière pour le cercueil se trouve à l'intérieur de l'abri, et il y a de l'espace pour accueillir une vingtaine de chaires pour les membres de la famille. En 1998, le cimetière national du camp Nelson est inscrit sur le Registre national des lieux historiques (référence #98001134).
En 2010, 21 acres (8,5 ha) supplémentaires de terrain sont achetées au parc de l'héritage de la guerre de Sécession du camp Nelson, situé à côté du cimetière et propriété du comté de Jessamine. La parcelle de terrain est située à l'arrière du cimetière actuel. Il est prévu de doubler sa capacité, portant le total de la capacité projetée à 30 000 tombes. L'achat est rendu possible grâce à une subvention de l'administration des cimetières nationaux du département des affaires des anciens combattants et la coopération de divers organismes locaux.

## Événements annuels

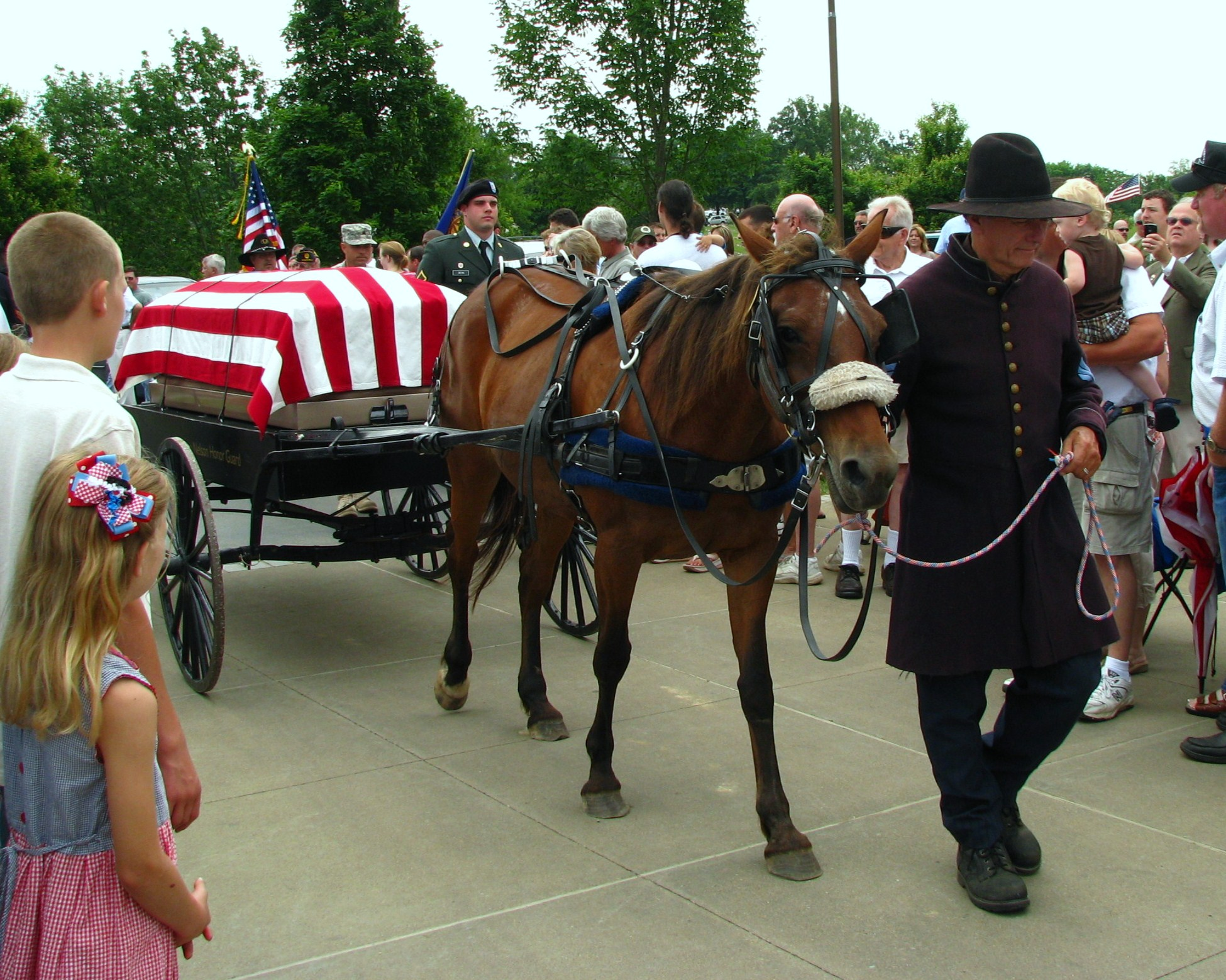
Cérémonie du Memorial Day au cimetière national du camp Nelson (mai 2010)

Des cérémonies sont organisées chaque année pour le Memorial Day et la journée des anciens combattants au cimetière national du camp Nelson,. Dans le passé, elles se tenaient dans la vieille section fortifiée, mais, depuis 1997, elles se tiennent dans la zone de rassemblement du mât près des portes de devant.
Lors de la cérémonie du Memorial Day, un conférencier fait généralement partie du programme, comme une fanfare du lycée local, un clairon qui joue Taps, et un canon de salut. Les représentants d'une reconstitution des unités dans des uniformes de la guerre de Sécession sont généralement présents pour servir de garde d'honneur. Les unités représentées comprennent les membres du 54th Massachusetts Infantry reconstitué, le régiment noir qui obtenu une renommée au cours de la guerre de Sécession et une reconnaissance récente par sa représentation, en 1989, dans le film Glory. Dans le passé, le salut de canon est tiré par des représentants d'une unité d'artillerie de la réserve de l'armée des États-Unis ou de la garde nationale du Kentucky. Au cours des dernières années, le salut est tiré par une réplique du XIXe siècle d'un canon, tiré par les reconstituteurs de la guerre de Sécession. La cérémonie est complétée par une procession d'un affût tracté par un cheval portant cercueil vide drapé d'un drapeau, symbolique de la beaucoup de militaires qui sont morts au service du pays. Il est suivi par un soldat menant un cheval sans cavalier, un hommage de leur perte. En 2010, plus de 1000 personnes ont assisté à la cérémonie du Memorial Day.

## Admissibilité
Un vétéran des forces armées américaine, qui a été libéré des obligations militaires dans des conditions autres que « déshonorantes » est éligible pour être enterré au camp Nelson. Un conjoint et les enfants à charge du vétéran sont également admissibles pour y être enterrés. La concession funéraire, pierre tombale, l'entretien perpétuel de la tombe, et la main-d'œuvre nécessaire à l'enterrement sont fournis sans frais à l'ancien combattant ou à la famille. Débutant dans les années 1990, des caveaux funéraires peu coûteux en plastique sont utilisés pour placer le cercueil dans la tombe, et ils sont fournis sans frais supplémentaires pour la famille. Ces voûtes protègent le cercueil de l'écrasement, et sont efficaces pour empêcher l'effondrement de la surface de la tombe, en raison du tassement du sol.
Lors des funérailles d'un ancien combattant, un drapeau américain sera drapé sur le cercueil. À la fin du service, il est rituellement plié, et présenté au plus proche parent de l'ancien combattant. « Taps » est joué lors du service funèbre de l'ancien combattant à la demande de la famille.

## Le personnel

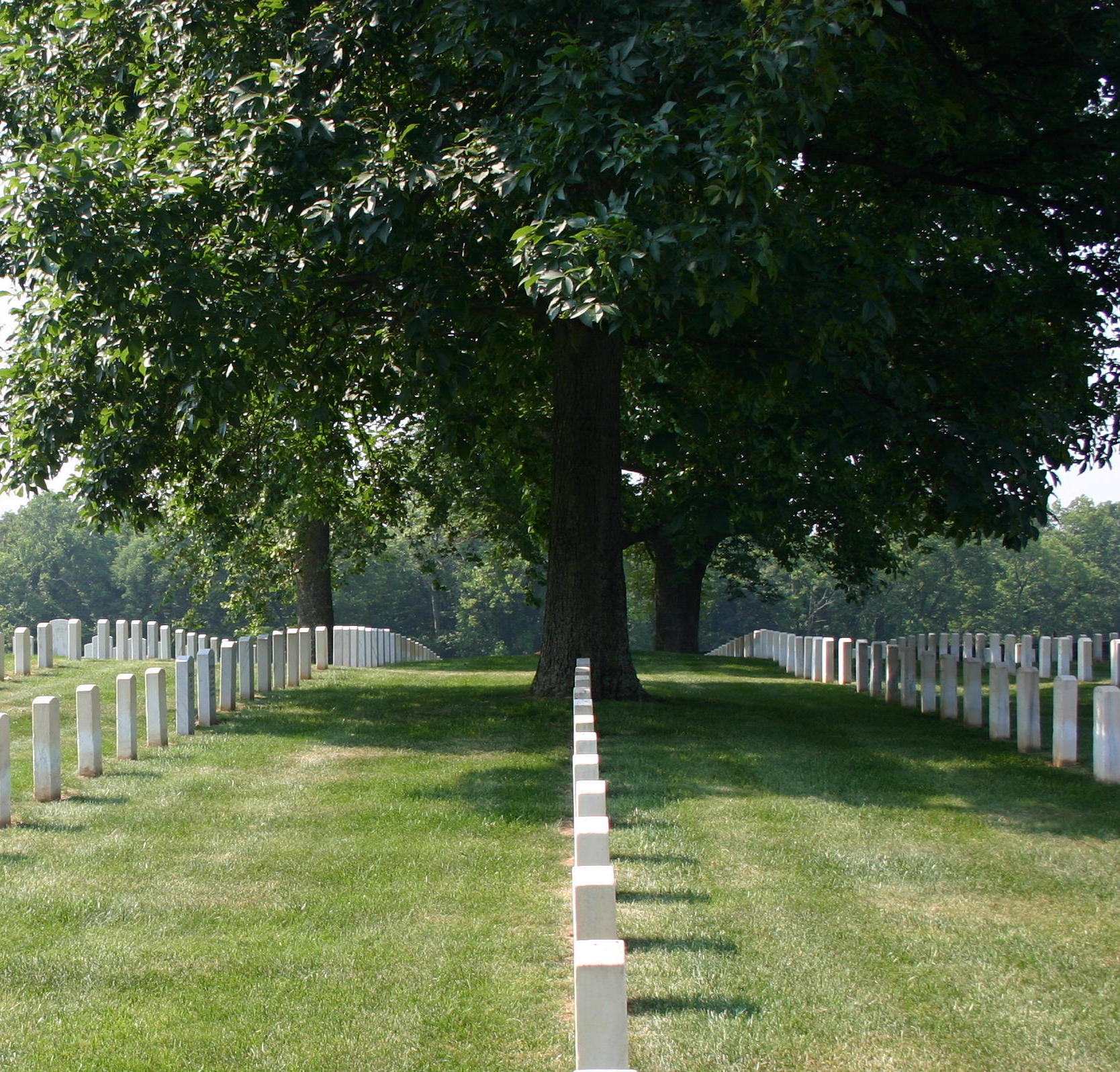
L'arbre dans l'ancien section du cimetière national du camp Nelson, au Kentucky.

Le cimetière national du camp Nelson est supervisé par un directeur du cimetière. Le directeur et un adjoint administratif travaillent dans le bureau, communiquant avec les familles et les maisons funéraires pour planifier les funérailles et sépultures, coordonnent avec les différents organismes les cérémonies annuelles, conservent des documents, et répondent à des questions ou répondent aux préoccupations formulées par le public en général. Le personnel comprend six gardiens de cimetière à temps plein, bien que le département des affaires des anciens combattants (VA) embauche des travailleurs temporaires presque chaque été, pour augmenter d'environ cinquante pour cent le personnel. Ces gardiens préparent les tombes avec une pelleteuse ou des outils à main (pioche et la pelle), surveillent et transportent le cercueil jusqu'à sa tombe, descendent le cercueil dans la tombe, le scelle dans un caveau, et comblent la tombe. Les gardiens reçoivent également les pierres tombales livrées, définissent et alignent les têtes des tombes, et entretiennent le terrain ; ces tâches comprennent la tonte du gazon, la taille des arbres, l'enlèvement des feuilles à l'automne sur les routes et le déneigement en hiver, la préparation de du pavillon funéraire pour les services, l'élimination des déchets, et l'interaction avec le public pour répondre à des questions ou trouver des tombes.

## Accès
Le cimetière national du camp Nelson est accessible par véhicule à moteur. Il est situé à environ 15 milles (24,1 km) au sud de Lexington, dans le Kentucky. L'aéroport le plus proche est l'aéroport de Blue Grass à Lexington. À partir de là, on peut prendre Man o' War Boulevard à l'est sur environ cinq miles vers Nicholasville Road. Après un virage vers le sud de Nicholasville (U.S. Route 27), suivre la route pendant environ 15 milles (24,1 km), et le cimetière sera sur le côté gauche, juste avant le pont sur la rivière Kentucky.
Le cimetière national du camp Nelson est ouvert aux visiteurs tous les jours de l'aube jusqu'au crépuscule. Le bureau et le centre des visiteurs sont ouverts du lundi au vendredi, de 8:00 à 4:00, sauf les jours fériés fédéraux.

## Inhumations notables
- William M. Harris (1850-1878), récipiendaire de la médaille d'honneur ; soldat, compagnie D, 7th U.S. Cavalry[20], pour son action au cours de la bataille de Little Big Horn, au Montana, au cours de la grande guerre Sioux